# Nothoderodontus darlingtoni
Nothoderodontus darlingtoni is een keversoort uit de familie tandhalskevers (Derodontidae). De wetenschappelijke naam van de soort is voor het eerst geldig gepubliceerd in 1985 door Lawrence.